# Тропні гормони
Тро́пні гормони, або тропіни (від грец. τρόπος, трансліт. trópos — напрямок) — це гормони, що виробляються передньою часткою гіпофіза. Синтез і секреція тропних гормонів гіпофіза здійснюються під контролем гіпоталамуса та гіпоталамічних нейрогормонів, які він виробляє. Тропні гормони впливають на вироблення ефекторних гормонів, як в свою чергу регулюють дію залоз внутрішньої секреції (щитоподібної залози, надниркових залоз, гонад) і в такий спосіб значуще впливають на основні процеси життєдіяльності організму. Надлишок або нестача тропних гормонів є причиною багатьох захворювань.
Тропні гормони гіпофізу гальмують (ліберини) або стимулюють (статини) гіпоталамічні нейрогормони за принципом зворотнього зв'язку.

## Приклади

### Передня частка гіпофіза
Тропні гормони передньої частки гіпофіза включають:
- Тиреотропний гормон (ТТГ або тиреотропін) — стимулює щитоподібну залозу для вироблення і вивільнення тиреоїдного гормону.[2][3]
- Адренокортикотропний гормон (АКТГ або кортикотропін) — стимулює кору надниркових залоз для вивільнення глюкокортикоїдів.[2][3]
- Лютеїнізуючий гормон (ЛГ) — стимулює вивільнення стероїдних гормонів в гонадах — яєчниках і яєчках.[2][3]
- Фолікулостимулюючий гормон (ФСГ) — стимулює дозрівання яйцеклітин та вироблення сперматозоїдів.[2][3]

### Гіпоталамус
Гіпоталамус контролює вивільнення гормонів з передньої частки гіпофіза, секретуючи клас нейрогормонів гіпоталамуса, які називаються рилізинг-гормонами та інгібіторними гормонами, що потрапляють до гіпоталамо-гіпофізарної портальної системи та діють на передню частку гіпофіза.